# Euptychia alacristata
Euptychia alacristata is een vlinder uit de familie Nymphalidae. De wetenschappelijke naam van de soort werd voor het eerst geldig gepubliceerd in 2014 door Andrew F. E. Neild, Shinichi Nakahara & Steven A. Fratello.

## Type
- holotype: "male, 29.X-12.XI.2000, leg.S. Fratello"
- instituut: USNM, Smithsonian Institution, Washington, Amerika
- typelocatie: "Guyana: Acarai Mts., Sipu R. 900’-2500’, 1°23.2’N, 58°56.8’W"